# Arachis chiquitana
Arachis chiquitana är en ärtväxtart som beskrevs av Antonio Krapovickas och Al. Arachis chiquitana ingår i släktet jordnötter, och familjen ärtväxter. Inga underarter finns listade i Catalogue of Life.